# Marc de Bye
Marc de Bye, né à La Haye, est un peintre et un graveur à l'eau-forte du XVIIe siècle. Plus connu en tant que graveur que peintre, il réalise plusieurs suites d'estampes d'animaux d'après Paul Potter et Marc Gérard.

## Biographie
Selon Michael Bryan, Marc de Bye est né en 1612 à La Haye, d'après le Bénézit, il est né en 1639. Ses parents sont Joncker Willem de Bye et Margaretha de Backer.
Marc de Bye devient élève de Jacques van der Does en 1658. Peintre et graveur à l'eau-forte, il grave plusieurs suites d'animaux. Adam von Bartsch décrit 106 pièces, en plusieurs suites d'animaux, tels que : bœufs, vaches, ours, lions, tigres etc., sur les dessins de Marc de Bye, et d'après Paul Potter et Marc Gérard. Au frontispice, daté de 1664, de Bye prend le titre de membre de l'académie de peinture de La Haye. Huber, dans son Manuel du curieux, dit que de Bye, sans renoncer à la culture des arts, embrassa la carrière des armes, et qu'il servit dans les troupes de la Hollande.
Selon Michael Bryan, Marc de Bye est mort en 1670, d'après le Bénézit, c'est après 1688.

## Œuvres
Sur 106 estampes de Marc de Bye, 61 pièces sont gravées d'après P. Potter, 16 d'après Marc Gérard et 29 suivant toute apparence d'après ses propres dessins.
- Le muletier[4]
- Les trois moutons, dont un debout et deux couchés[4]
- Les deux chiens batards couchés et endormis[4]
- Le chien épagneul couché et endormi[4]
- Vache couchée à la gauche, près d'une haie de planches[4]
- Saint Eustache[4]
- « Les ours », suite de sept pièces[4]
- « Différents moutons », suite de seize pièces[4]
- « Les lions » [ou félins ?], suite de huit pièces[4]
- « Les chasses », suite de quatre pièces d'après P. Potter[4]

Œuvres de Marc de Bye
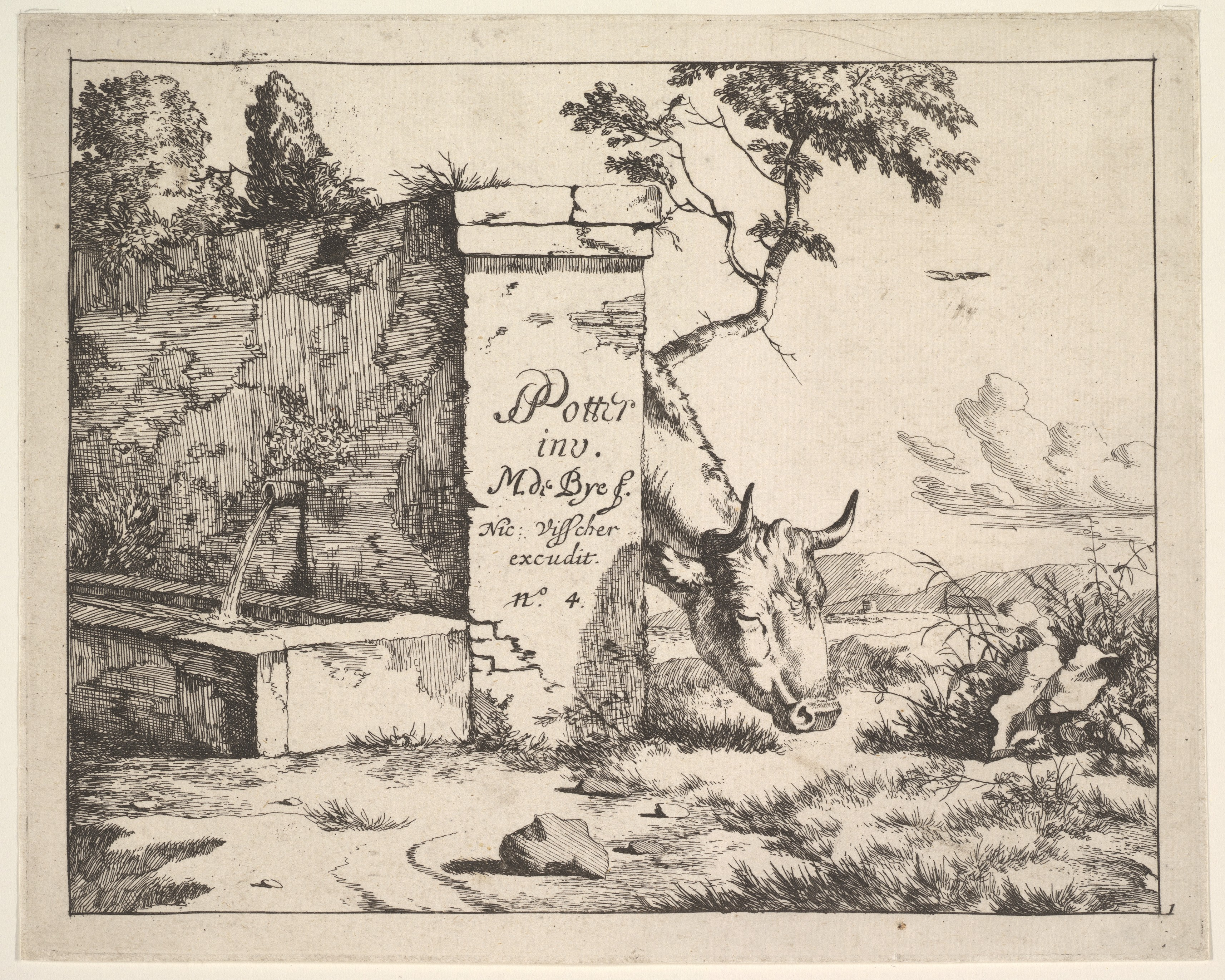
Page de titre de Divers vaches et bœufs d'après Paulus Potter
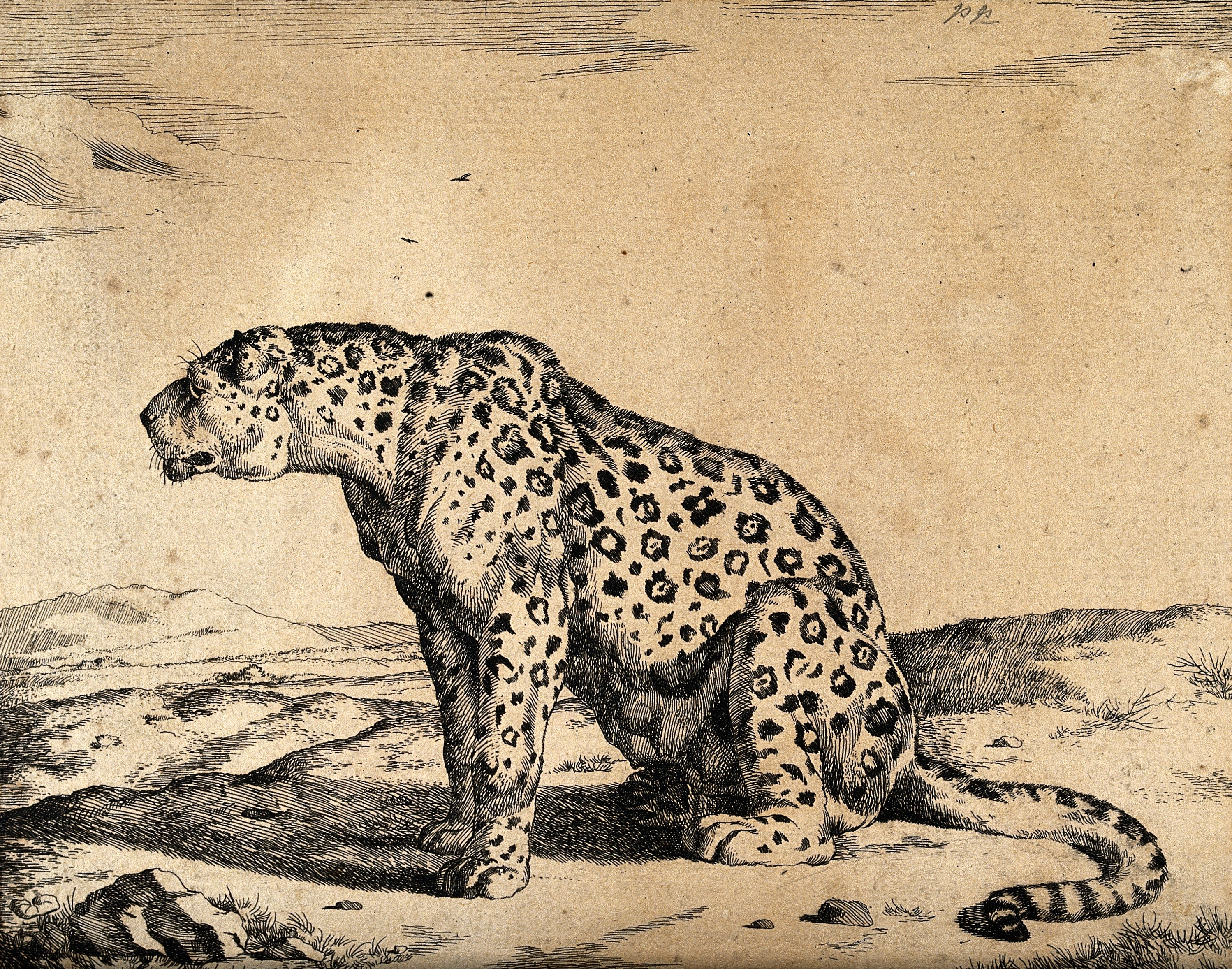
Un léopard en position assise
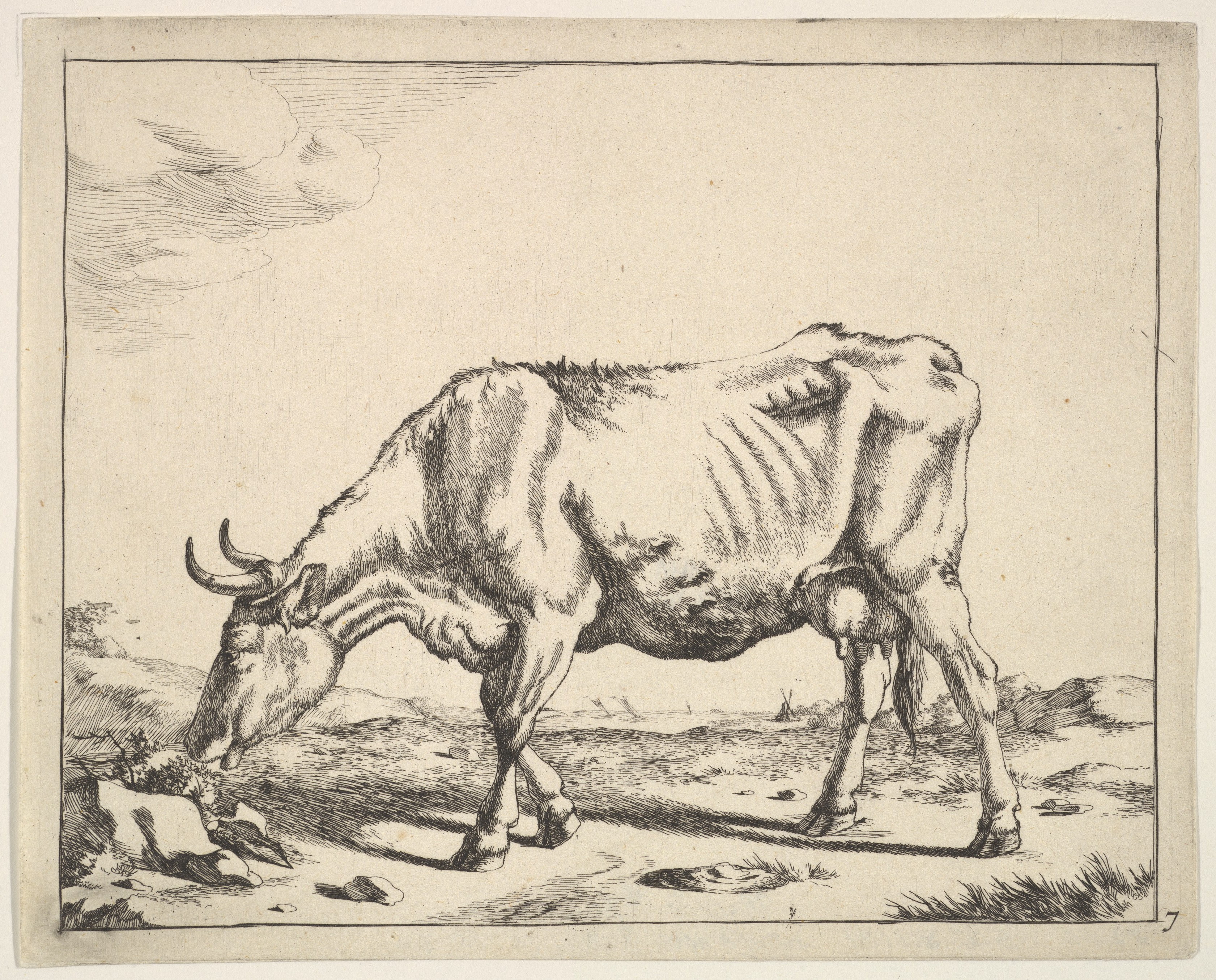
Vache, d'après Paulus Potter
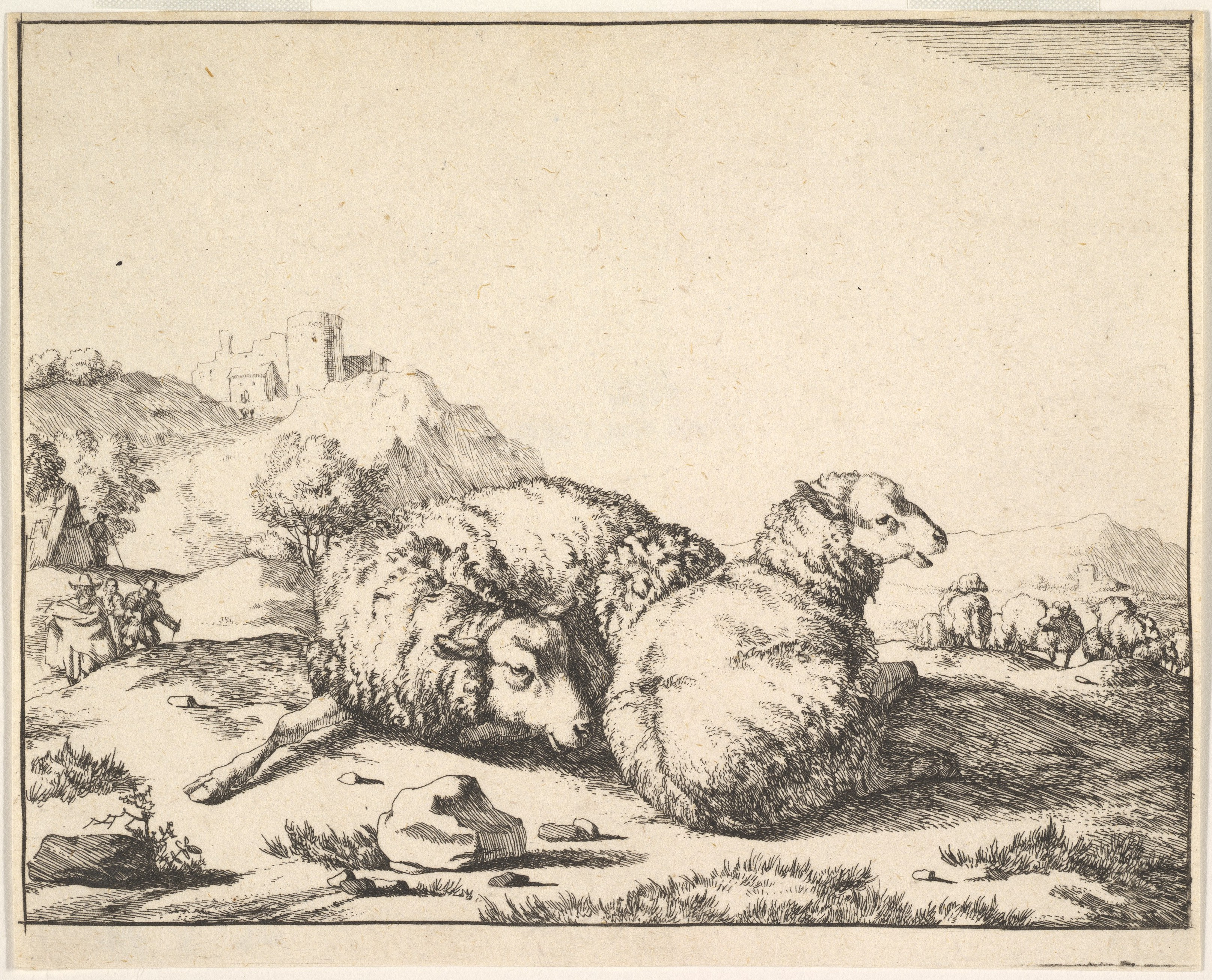
Mouton (une des 16 estampes)
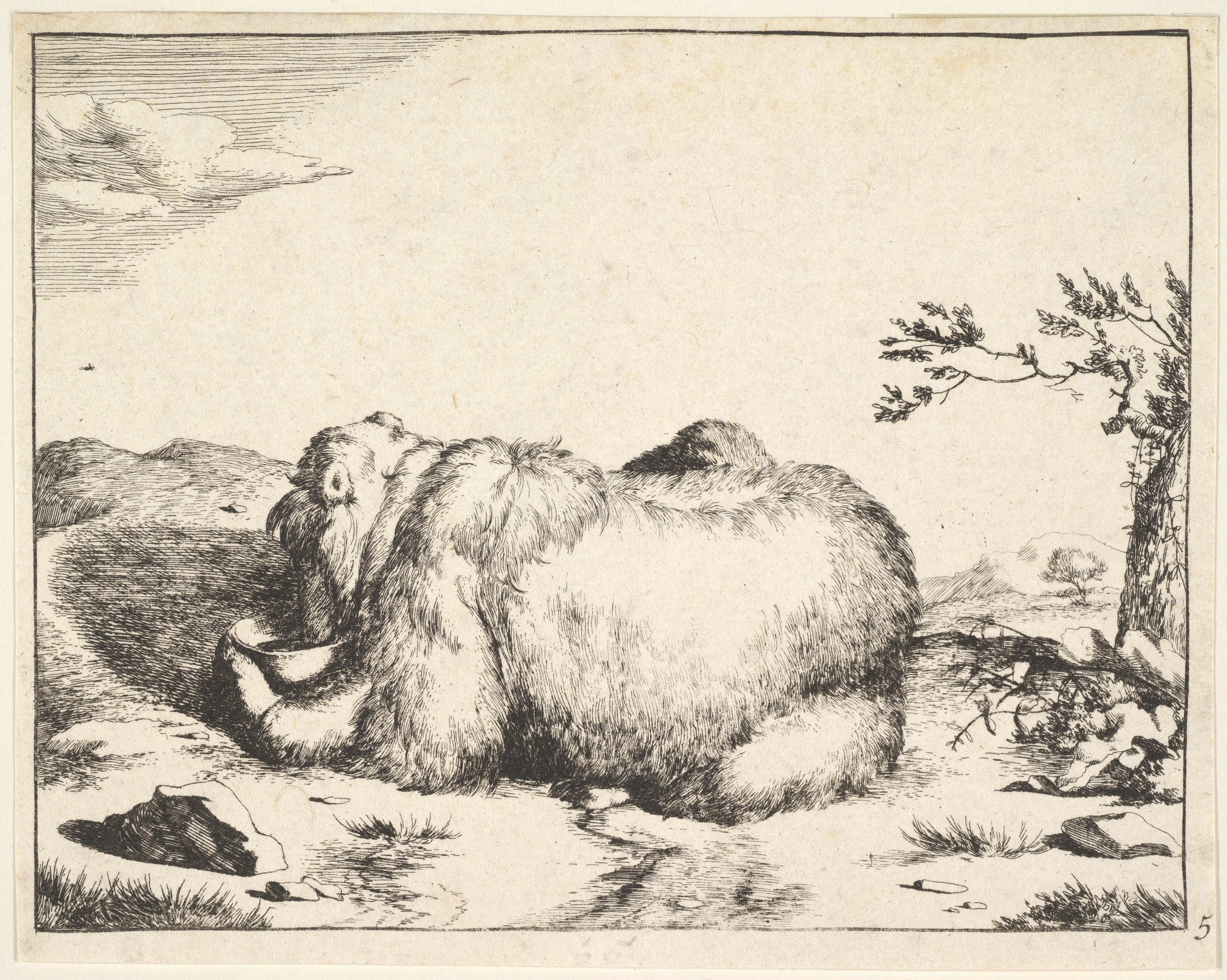
Une gravure de la suite « Les ours ».